# Charles Correll
Charles Correll (2 de febrero de 1890 - 26 de septiembre de 1972) fue un humorista y actor radiofónico de nacionalidad estadounidense, conocido principalmente por su trabajo en la serie Amos 'n' Andy, que realizó en equipo con Freeman Gosden. En el show, Correll daba voz a uno de los protagonistas, Andy Brown, además de a otros personajes de reparto.

## Biografía

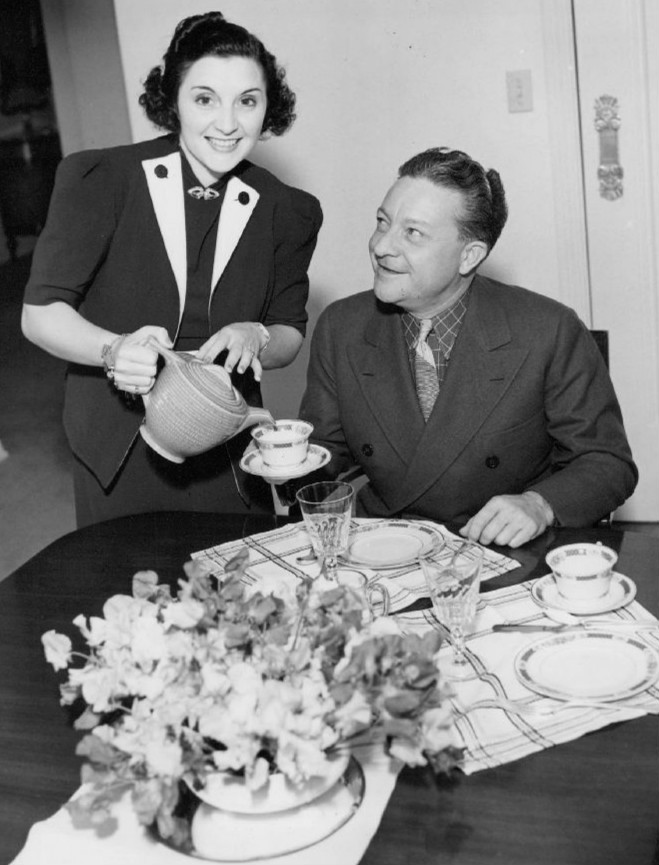
Correll y su esposa, Alyce, en 1937

Nacido en Peoria, Illinois, su nombre completo era Charles James Correll. Antes de asociarse con Gosden, Correll trabajó como taquígrafo y albañil. Los dos se conocieron en Durham (Carolina del Norte) mientras trabajaban para la Joe Bren Producing Company. Tanto Correll como Freeman pasaban las vacaciones en Lake Geneva (Wisconsin) en los años 1930, y emitieron Amos 'n' Andy desde allí. Desde 1928 a 1934, nunca tomaron vacaciones alejadas de su programa radiofónico. Para celebrar el trigésimo aniversario de Amos 'n' Andy, la emisión del 19 de marzo de 1958 fue hecha utilizando ambos sus voces reales y llamándose el uno al otro por su propio nombre, algo que nunca antes se había llevado a cabo en el show.
El primer matrimonio de Correll, con Marie Janes, acabó en divorcio el 26 de mayo de 1937. La pareja se había casado diez años antes y no había tenido hijos. El 11 de septiembre de 1937, en Glendale (California), se casó con Alyce McLaughlin, una antigua bailarina; tuvieron seis hijos: Dorothy, Charles, Barbara, John, y Richard. El 5 de julio de 1954, John Correll, su hijo de siete años de edad, falleció de lo que parecía ser un envenenamiento accidental. La autopsia determinó que el niño murió de una infección renal aguda.
Charles Correll falleció en Chicago, Illinois, en 1972, a causa de un infarto agudo de miocardio. En el momento de su muerte se encontraba retirado y vivía en Beverly Hills, California, a pocas manzanas de su compañero radiofónico, Freeman Gosden. Fue enterrado en el Cementerio de Holy Cross, en Culver City, California.
Su hijo, Charles Correll, Jr., también fue actor y director. Así mismo, otro de sus hijos, Richard Correll, se dedicó a la actuación, siendo conocido por su papel de Richard Rickover en Leave It To Beaver, además de producir y dirigir la sitcom televisiva Cosas de casa.
La pareja cómica fue elegida para formar parte del Salón de la Fama de la Radio en 1962; además, Correll fue premiado con una estrella en el Paseo de la Fama de Hollywood, en el 1777 de Vine Street, por su trabajo en la radio en 1969. En 1977, Correll fue admitido, junto con Gosden, en el Salón de la Fama de la National Association of Broadcasters 1977.